# صافولا
صافولا (به عربی: مجموعة صافولا) یک هولدینگ بین‌المللی تولید مواد غذایی عربستان سعودی است که زیر مجموعه‌هایی در کشورهای خاورمیانه و شمال آفریقا دارد. ۱۰ درصد از سهام این شرکت، در اختیار دولت عربستان سعودی است.
شرکت‌های صنعتی بهشهر و مارگارین پس از پیوستن به شرکت صافولا شرکتی با نام «صافولا بهشهر» را بنیان‌گذاری کردند. شرکت صنعتی بهشهر با اجرای طرح سوم توسعه و نوسازی خود در سال‌های اخیر با تولید روزانه بالغ بر ۱۲۰۰ تن در روز توانسته است حدود ۴۰٪ از بازار کل روغن گیاهی برای مصارف خانگی و صنفی را به خود اختصاص دهد. این شرکت در حال حاضر محصولات خود را با نام‌های تجاری لادن، بهار، نسترن تولید و عرضه می‌کند.
به نقل از خبرگزاری‌های داخلی این شرکت در تاریخ ۳۰ دسامبر کل دارایی‌اش را در ایران به ارزش ۷۰۵ میلیون ریال عربستان معادل ۱۸۸ میلیون دلار فروخته است.
در مورد خروج صافولا از ایران، علی شریعتی، عضو اتاق بازرگانی ایران، در گفت‌وگو با تجارت‌نیوز اظهار داشت: «واقعیت این است که دلیل خروج صافولا از ایران به‌طور رسمی اعلام نشده است، امّا تنها دلیل قابل حدس این است که با توجه به قطعی‌شدن بازگشت دونالد ترامپ به کاخ سفید، ممکن است عربستان سعودی تصمیم داشته باشد تا سطح روابط خود با ایران را کاهش دهد؛ چراکه به نظر نمی‌رسد دلیل دیگری وجود داشته باشد.»
به گفتهٔ او، در این سال‌ها، وضعیت شرکت‌های تولیدکننده روغن با توجه به ارزهای ترجیحی و حمایتی که از دولت دریافت می‌کردند، بسیار مطلوب بود. به‌خصوص با توجه به سهم بازاری که شرکت صافولا داشت، وضعیت بسیار خوبی داشت و از رهبران بازار بود؛ بنابراین، این احتمال که شرکت به دلیل پایین بودن سودآوری از ایران خارج شده باشد، قطعاً نادرست است.